# François Black
François Black est un sculpteur polonais né le 3 décembre 1881 à Varsovie et mort le 14 juillet 1959 à Paris.

## Biographie
François Xavier Hyacinthe Black est le fils de Teodor Black et de Maria Wojciechowska.
Très jeune, il émigre à Londres où, à partir de 1901, il fréquente la School of Decorative Wood Carving. 
Puis à Paris, dès 1903, il est l’élève d’Antonin Mercié à l’école des Beaux-Arts. 
Avec Antoni Wiwulski (pl), il crée le dessin du Monument Grunwald (Cracovie), présentant un chevalier teutonique tombé en armure complète. 
Travaillant avec Wiwulski dans les années 1907-1910, il se rend à Cracovie à plusieurs reprises, où il rencontre Ignacy Paderewski, qui, appréciant les capacités de Black, lui accorde une bourse d’études pour des voyages à travers l’Europe. Il visite entre-autres, les musées du Vatican, le Prado, le British Museum et la Pinacothèque de Munich. 
En 1908, il rejoint l’élite des étrangers admis à la Société nationale des beaux-arts. 
Il fait ses débuts au Salon des artistes français, qui se déroule sur le Champ de Mars. 
À partir de ce moment, la base du travail de Black devient la sculpture de portrait. 
Il épouse en 1910 Julia Maronne, le sculpteur polonais Bolesław Bałzukiewicz (pl) est témoin du mariage.
Avant la Première Guerre mondiale, il s’installe à Lausanne et y vit jusqu’en 1920. Cette période est considérée par la critique comme la plus active de son œuvre. 
Il réalise quelques portraits, mais n’a pas de cesse de sculpter des nus féminins et des scènes de genre. 
En 1920, il revient à Paris et rejoint la Société du Salon d’Automne. 
Pendant ce temps, il dépeint, pour de riches Parisiens, des personnages importants de la vie nationale polonaise: Juliusz Słowacki (1927), Adam Mickiewicz (1930), Frédéric Chopin (1934), Józef Hoene-Wroński (1936-1937), Ewelina Hańska (1932), Władysław Mickiewicz (1926). 
Il crée également des sculptures de personnes proches d'Ignacy Paderewski, parmi lesquelles le monument au cofondateur de la Société des Nations Edward Mandell House (1933), situé dans le parc Skaryszewski de Varsovie. 
Un second thème de son travail est la sculpture funéraire, qui se retrouve dans les cimetières parisiens. Ce travail comprend les monuments de Léopold Sudre (1855-1932) au Cimetière du Montparnasse, de Josef Hoëné-Wronski au cimetière de Neuilly-sur-Seine, ainsi que la figure du Christ sur la tombe d’Eugeniusz Kucharski au Cimetière du Père-Lachaise (1955). 
Après l’entrée en France de l’armée nazie, il se rend à Grenoble, aide les Polonais actifs dans le mouvement de résistance français, ce qui lui vaut en 1951 la Croix de Commandeur de l’Ordre Polonia Restituta.
Il meurt à son domicile de la villa du Parc-de-Montsouris à l'âge de 77 ans. Il est inhumé au cimetière des Champeaux de Montmorency.
En 1982, Maya, la fille de François Black, honore le testament paternel et fait don de 24 sculptures à la collection du Musée national de Poznań. 
En France, les sculptures de l’artiste se trouvent dans les collections du musée de Saint-Maur-des-Fossés et à la Bibliothèque polonaise de Paris.